# Schmu’el Halpert

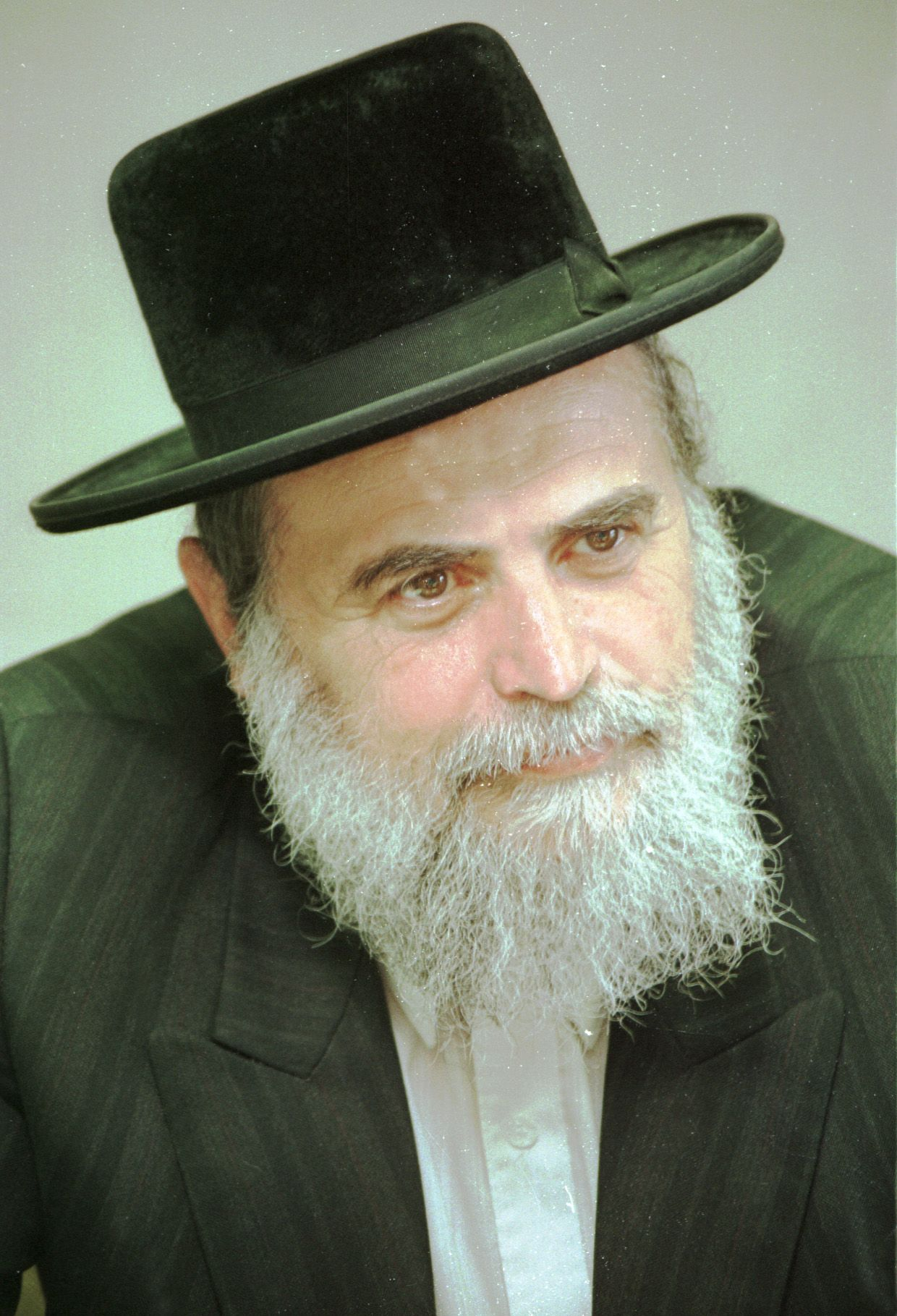
Schmu’el Halpert

Schmu’el Halpert (hebräisch שמואל הלפרט‎; * 5. Februar 1939 in Cluj, Königreich Rumänien) ist ein israelischer Rabbiner und Politiker.

## Leben
Halpert ist der Enkelsohn des Rabbi Mordechai aus Nadwirna und des  Rabbi Yisroel Yaakov aus Chust. Er studierte am Institut für Talmud-Studien in Wyschnyzja (hebräisch חסידות סֶרְט ויז'ניץ), wo er als Rabbiner ordiniert wurde. 1960 wanderte er nach Israel aus.

## Politik
Halpert war in der 10., 12., 13., 14., 15., 16. und 17. Regierung Knessetabgeordneter.
Zuerst war er Knessetabgeordneter der Agudat Yisrael (1981 bis 1984 und 1988 bis 1992), anschließend war er Knessetabgeordneter des Vereinigten Thora-Judentums (1992 bis 1994 und 1996 bis 1999).
Im Jahre 1999 war Halpert Knessetabgeordneter der Agudat Yisrael. Danach war er Knessetabgeordneter des Vereinigten Thora-Judentums (1999–2003), dann Knessetabgeordneter der Agudat Yisrael (2005–2006). Von 2006 bis 2008 war Halpert Knessetabgeordneter des Vereinigten Thora-Judentums und von 2008 bis 2009 Knessetabgeordneter der Agudat Yisrael.
Des Weiteren war er in der 30. Regierung vom 30. März 2005 bis zum 4. Mai 2006 als Abgeordneter der Agudat Jisra’el stellvertretender Verkehrsminister in Israel.